# غلين موريسون (لاعب دوري الرغبي)
غلين موريسون (بالإنجليزية: Glenn Morrison)‏ هو لاعب دوري الرغبي أسترالي، ولد في 28 مايو 1976 في Canterbury, New South Wales ‏ في أستراليا.